# +Plus
+Plusとは、MOTO（vo&g）、TOMO（MC&vo）、小谷嘉一（Ba）、岩元健（vo）からなるバンド。

## 略歴
- 2008年12月1日、結成。
- 2009年3月11日、リーダー小谷嘉一が出演した映画『イケメンバンク THE MOVIE』（2009年3月14日公開）の主題歌・挿入歌となる「Answer」（C/W「You」）でインディーズCDデビュー
- 2009年8月19日、「日向に咲く夢」で、ポニーキャニオンからメジャーデビュー。その後デビュー3年にして映画・アニメ・バラエティー番組などタイアップ17曲を提供。
- 2012年9月29日、この日行われたワンマンを最後にリーダー小谷嘉一が脱退。同時に岩元健も失踪したが、残された2人の前に突如現れたマスクヒーローTKC（実は岩元健）と出会い2012年10月より3人組となる。
- 2013年3月1日、2013年2月いっぱいでTKCこと岩元健が脱退。2人組となった。
- 事務所を移籍し、2人体制で再スタートを切る。
- 2013年12月26日、六本木morph-tokyoでのワンマンライブを区切りに活動休止期間に入りそれぞれソロ活動を開始する。
- 2014年10月1日、メンバーのMOTOが公式ブログで音楽活動を休止することを発表。[1]。
- 2016年7月15日、六本木morph-tokyoで、オリジナルメンバー4人でワンマンライブを行い、活動を再開した。

## メンバー
- MOTO（モト、1985年8月12日 - ）、ギター、ボーカル
  - 神奈川県出身。アメリカ、マサチューセッツ州にあるバークリー音楽大学プロフェッショナル課卒業。映画「イケメンバンクTHE　MOVIE」主題歌アーティスト募集に応募し、約500人の中から選ばれた。
- TOMO（トモ、1986年11月24日 - ）、MC、ボーカル
  - 愛知県出身。永井朋弥名義で俳優としても活動。
- 小谷嘉一（こたによしかず、1982年3月25日 - ）、ベース
  - 東京都出身。俳優としても活動。
- 岩元健（いわもとたけし、1980年7月2日 - ）、ボーカル
  - 東京都出身。

## 作品

### シングル
| #   | 発売日         | タイトル                                    | 規格品番                    | 備考                                                      |
| --- | -------------- | ------------------------------------------- | --------------------------- | --------------------------------------------------------- |
| (1) | 2009年3月11日  | Answer                                      | XQFM-1011 DVD付             | インディーズ                                              |
| 1   | 2009年8月19日  | 日向に咲く夢                                | PCCA-02997 DVD付 PCCA-02998 | メジャー DVDには「日向に咲く夢」、「Game Over」のPVを収録 |
| 2   | 2009年12月16日 | 雪道                                        | PCCA-03066 DVD付            |                                                           |
| 3   | 2010年3月17日  | 声                                          | PCCA-03138 DVD付            |                                                           |
| 4   | 2010年8月4日   | キャンバス                                  | PCCA-03239 DVD付            | アニメ『家庭教師ヒットマンREBORN!』エンディングテーマ     |
| 5   | 2011年1月19日  | Fiesta/エール                               | PCCA-03323 DVD付            | Fiesta アニメ『FAIRY TAIL』オープニングテーマ             |
| 6   | 2013年5月15日  | Brand new days                              | XQDQ-1201                   | 2人体制                                                   |
| 7   | 2016年8月12日  | Believer!!/真夏の太陽～you're my sunshine～ |                             | オリジナルメンバーで再始動後初のシングル                  |
| 8   | 2017年1月14日  | ZERO/大切なモノ                             |                             |                                                           |

### 配信シングル
| # | 発売日        | タイトル | 規格品番   | 備考 |
| - | ------------- | -------- | ---------- | ---- |
| 1 | 2010年12月7日 | Birth    | PCSP-00591 |      |

### アルバム
| # | 発売日        | タイトル     | 規格品番                    | 備考                                                                                 |
| - | ------------- | ------------ | --------------------------- | ------------------------------------------------------------------------------------ |
| 1 | 2010年4月21日 | キャンバス   | PCCA-03159 DVD付 PCCA-03160 | DVD収録作品： 日向に咲く夢、Game over、雪道、声、桜舞う風の中、キャンバス、Sun-Day!! |
| 2 | 2012年5月23日 | はじまりの空 | PCCA-03593                  |                                                                                      |

## タイアップ
| 曲名                 | タイアップ                                                                           | 収録作品                     |
| -------------------- | ------------------------------------------------------------------------------------ | ---------------------------- |
| Answer               | 映画『イケメンバンク THE MOVIE』主題歌                                               | シングル「Answer」           |
| You                  | 映画『イケメンバンク THE MOVIE』挿入歌                                               | シングル「Answer」           |
| 日向に咲く夢         | TBS系テレビ『女神サーチ』2009年6・7月度エンディングテーマ                            | 1stシングル「日向に咲く夢」  |
| Game Over            | 映画『学校裏サイト』主題歌                                                           | 1stシングル「日向に咲く夢」  |
| ずっとずっと...      | TBS系ドラマ『帝王』挿入歌 舞台『恋人は透明人間』主題歌 DVD『スーパーモタード』主題歌 | 1stシングル「日向に咲く夢」  |
| 雪道                 | TBS系テレビ『ざっくりマンデー!!』2009年12月・2010年1月エンディングテーマ             | 2ndシングル「雪道」          |
| Fly                  | 映画『草食系男子。』主題歌 映画『肉食系女子。』主題歌                                | 2ndシングル「雪道」          |
| 笑顔の君に           | 映画『華鬼 三部作』主題歌                                                            | 2ndシングル「雪道」          |
| 声                   | TBS系ドラマ『新撰組PEACE MAKER』主題歌                                               | 3rdシングル「声」            |
| 桜舞う風の中         | TBS系テレビ『クイズ ALL FOR ONE』2010年2・3月度エンディングテーマ                    | 3rdシングル「声」            |
| ファイティングポーズ | 映画『喧嘩番長 劇場版〜全国制覇』主題歌                                              | 3rdシングル「声」            |
| Sun-Day!!            | TBS系テレビ『マルさまぁ〜ず』2010年4・5月エンディングテーマ                          | 1stアルバム『キャンバス』    |
| キャンバス           | テレビ東京『家庭教師ヒットマンREBORN!』2010年7月 - 9月エンディングテーマ             | 4thシングル「キャンバス」    |
| Fiesta               | テレビ東京『FAIRY TAIL』2011年1月 - 3月オープニングテーマ                            | 5thシングル「Fiesta/エール」 |
| エール               | 文化放送『2010-2011ロードレース実況中継』テーマソング                                | 5thシングル「Fiesta/エール」 |
| Birth                | 映画『Xゲーム』主題歌                                                                | 5thシングル「Fiesta/エール」 |
| はじまりの空         | テレビ東京『FAIRY TAIL』2012年4月 - 6月オープニングテーマ                            | 2ndアルバム『はじまりの空』  |

### SNS
MOTO
- MOTO オフィシャルブログ - Ameba Blog
- MOTO (@moto_812) - X（旧Twitter）

永井朋弥
- 永井朋弥 オフィシャルブログ - Ameba Blog
- 永井朋弥（+Plus TOMO） (@tomoya19861124) - X（旧Twitter）

小谷嘉一
- 小谷嘉一 オフィシャルブログ - Ameba Blog
- 小谷 嘉一 (@Konyfeb) - X（旧Twitter）

岩元健
- 岩元健 (@Takeshi_Iwamoto) - X（旧Twitter）（- 2015年6月8日）
- 岩元健 (@TAKE4_IWAMOTO) - X（旧Twitter）